# Cetylpalmitaat
Hexadecylhexadecanoaat, ook bekend als cetylpalmitaat, is de ester afgeleid van hexadecaanzuur en 1-hexadecanol. Deze witte wasachtige vaste stof is het hoofdbestanddeel van spermaceti, de ooit zeer gewaardeerde was die in de schedel van potvissen wordt aangetroffen. Cetylpalmitaat is een bestanddeel van sommige vaste lipide-nanodeeltjes.
Steenkoralen, die de koraalriffen bouwen, bevatten grote hoeveelheden cetylpalmitaatwas in hun weefsels, die gedeeltelijk als antivoedselmiddel kunnen fungeren.

## Toepassingen
Cetylpalmitaat wordt in cosmetica gebruikt als verdikkingsmiddel en emulgator.